# Noram Cup w biegach narciarskich 2012/2013
Noram Cup w biegach narciarskich 2012/2013 to kolejna edycja tego cyklu zawodów. Rywalizacja rozpoczęła się 1 grudnia 2012 w kanadyjskim Canmore, a zakończyła 24 lutego 2013 w kanadyjskim Wapiti Nordic.
Obrończynią tytułu wśród kobiet była Kanadyjka Alysson Marshall, a wśród mężczyzn Kanadyjczyk Kevin Sandau.

## Kobiety

### Kalendarz i wyniki
| Lp  | Data                             | Miejscowość                      | Dystans                          | 1. miejsce       | 2. miejsce       | 3. miejsce        |
| --- | -------------------------------- | -------------------------------- | -------------------------------- | ---------------- | ---------------- | ----------------- |
| 1.  | 1 grudnia 2012                   | Canmore Nordic Centre            | Sprint s. dowolnym               | Bettina Gruber   | Andrea Dupont    | Kate Brennan      |
| 2.  | 2 grudnia 2012                   | Canmore Nordic Centre            | 15 km s. klasycznym              | Brittany Webster | Chisa Obayashi   | Amanda Ammar      |
| 3.  | 8 grudnia 2012                   | Sovereign Lake Nordic            | 10 km s. klasycznym              | Brittany Webster | Annika Hicks     | Frederique Vezina |
| 4.  | 9 grudnia 2012                   | Sovereign Lake Nordic            | 10 km s. dowolnym                | Emily Nishikawa  | Brittany Webster | Frederique Vezina |
| 5.  | 3 stycznia 2013                  | Thunder Bay                      | Bieg łączony 7,5 km + 7,5 km     | Emily Nishikawa  | Alana Thomas     | Zoe Roy           |
| 6.  | 5 stycznia 2013                  | Thunder Bay                      | Sprint s. klasycznym             | Andrea Dupont    | Alysson Marshall | Emily Nishikawa   |
| 7.  | 6 stycznia 2013                  | Thunder Bay                      | 10 km s. dowolnym                | Emily Nishikawa  | Cendrine Browne  | Zoe Roy           |
| 8.  | 26 stycznia 2013                 | Highland Nordic                  | Sprint s. klasycznym             | Andrea Dupont    | Emily Nishikawa  | Alysson Marshall  |
| 9.  | 27 stycznia 2013                 | Highland Nordic                  | 10 km s. dowolnym                | Brittany Webster | Zoe Roy          | Andrea Dupont     |
| 10. | 1 lutego 2013                    | Nakkertok Ski Club               | Sprint s. klasycznym             | Alysson Marshall | Rebecca Reid     | Kate Brennan      |
| 11. | 2 lutego 2013                    | Nakkertok Ski Club               | 10 km s. dowolnym                | Kate Brennan     | Brittany Webster | Emily Nishikawa   |
| 12. | 3 lutego 2013                    | Nakkertok Ski Club               | 15 km s. klasycznym              | Emily Nishikawa  | Kate Brennan     | Amanda Ammar      |
| 13. | 22 lutego 2013                   | Wapiti Nordic                    | Sprint s. dowolnym               | Heidi Widmer     | Alysson Marshall | Kate Brennan      |
| 14. | 23 lutego 2013                   | Wapiti Nordic                    | 10 km s. dowolnym                | Amanda Ammar     | Alana Thomas     | Annika Hicks      |
| 15. | 24 lutego 2013                   | Wapiti Nordic                    | 15 km s. klasycznym              | Alana Thomas     | Amanda Ammar     | Heidi Widmer      |
|     | Noram Cup – klasyfikacja końcowa | Noram Cup – klasyfikacja końcowa | Noram Cup – klasyfikacja końcowa | Amanda Ammar     | Kate Brennan     | Alysson Marshall  |

### Klasyfikacja
| Lp. | Zawodnik         | Punkty |
| --- | ---------------- | ------ |
| 1.  | Amanda Ammar     | 816    |
| 2.  | Kate Brennan     | 807    |
| 3.  | Alysson Marshall | 763    |
| 4.  | Alana Thomas     | 758    |
| 5.  | Emily Nishikawa  | 754    |
| 6.  | Zoë Roy          | 670    |
| 7.  | Heidi Widmer     | 627    |
| 8.  | Brittany Webster | 560    |
| 9.  | Rebecca Reid     | 487    |
| 10. | Erin Tribe       | 425    |

## Mężczyźni

### Kalendarz i wyniki
| Lp  | Data                             | Miejscowość                      | Dystans                          | 1. miejsce         | 2. miejsce            | 3. miejsce           |
| --- | -------------------------------- | -------------------------------- | -------------------------------- | ------------------ | --------------------- | -------------------- |
| 1.  | 1 grudnia 2012                   | Canmore Nordic Centre            | Sprint s. dowolnym               | Eligius Tambornino | Jovian Hediger        | Christoph Eigenmann  |
| 2.  | 2 grudnia 2012                   | Canmore Nordic Centre            | 20 km s. klasycznym              | Graeme Killick     | Jesse Cockney         | David Greer          |
| 3.  | 8 grudnia 2012                   | Sovereign Lake Nordic            | 15 km s. klasycznym              | Jens Eriksson      | Patrick Stewart-Jones | Graeme Killick       |
| 4.  | 9 grudnia 2012                   | Sovereign Lake Nordic            | 15 km s. dowolnym                | Graham Nishikawa   | Michael Somppi        | David Greer          |
| 5.  | 3 stycznia 2013                  | Thunder Bay                      | Bieg łączony 15 km + 15 km       | Graham Nishikawa   | Kevin Sandau          | Graeme Killick       |
| 6.  | 5 stycznia 2013                  | Thunder Bay                      | Sprint s. klasycznym             | Philip Widmer      | Patrick Stewart-Jones | Jesse Cockney        |
| 7.  | 6 stycznia 2013                  | Thunder Bay                      | 15 km s. dowolnym                | Michael Somppi     | Russell Kennedy       | Christopher Hamilton |
| 8.  | 26 stycznia 2013                 | Highland Nordic                  | Sprint s. klasycznym             | Brent McMurtry     | Jesse Cockney         | Graham Nishikawa     |
| 9.  | 27 stycznia 2013                 | Highland Nordic                  | 15 km s. dowolnym                | Graham Nishikawa   | Kevin Sandau          | Michael Somppi       |
| 10. | 1 lutego 2013                    | Nakkertok Ski Club               | Sprint s. klasycznym             | Philip Widmer      | Patrick Stewart-Jones | Brent McMurtry       |
| 11. | 2 lutego 2013                    | Nakkertok Ski Club               | 15 km s. dowolnym                | Michael Somppi     | Graham Nishikawa      | Jesse Cockney        |
| 12. | 3 lutego 2013                    | Nakkertok Ski Club               | 30 km s. klasycznym              | Jesse Cockney      | Brent McMurtry        | Graham Nishikawa     |
| 13. | 22 lutego 2013                   | Wapiti Nordic                    | Sprint s. dowolnym               | Jesse Cockney      | Brent McMurtry        | Andy Shields         |
| 14. | 23 lutego 2013                   | Wapiti Nordic                    | 15 km s. dowolnym                | Graeme Killick     | Kevin Sandau          | Jesse Cockney        |
| 15. | 24 lutego 2013                   | Wapiti Nordic                    | 30 km s. klasycznym              | Graeme Killick     | Jesse Cockney         | Michael Somppi       |
|     | Noram Cup – klasyfikacja końcowa | Noram Cup – klasyfikacja końcowa | Noram Cup – klasyfikacja końcowa | Jesse Cockney      | Graham Nishikawa      | Michael Somppi       |

### Klasyfikacja
| Lp. | Zawodnik              | Punkty |
| --- | --------------------- | ------ |
| 1.  | Jesse Cockney         | 945    |
| 2.  | Graham Nishikawa      | 937    |
| 3.  | Michael Somppi        | 928    |
| 4.  | Brent McMurtry        | 896    |
| 5.  | Graeme Killick        | 894    |
| 6.  | Kevin Sandau          | 645    |
| 7.  | David Greer           | 572    |
| 8.  | Christopher Hamilton  | 512    |
| 9.  | Patrick Stewart-Jones | 439    |
| 10. | Brian McKeever        | 412    |